# 시반
시반(屍斑, 라틴어: livor mortis)은 시체에 나타나는 얼룩을 의미한다. 시반의 형성 과정과 형태에 따라서 사망 추정 시각과 사망 당시의 자세 등을 확인할 수 있다.

## 시반의 형성 원인

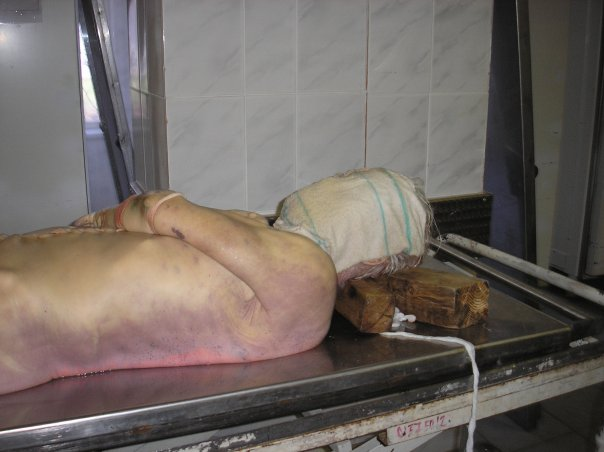

사망 후 혈액침하로 발생한다. 사람이 죽고 난 후에는 심장의 기능이 정지하므로, 혈액 순환 역시 정지하게 된다. 따라서 몸 속의 피는 그 자리에 그대로 머물게 된다. 이렇게 고여 있는 피는 만일 신체의 특정 부위가 눌리거나 할 경우에 그 자리에 마치 멍이 든 것과 같은 얼룩을 형성하게 된다. 예를 들어, 종아리와 허벅지 뒤쪽에 시반이 두드러지게 많이 남은 경우에는 사망한 후 오랫동안 앉은 자세로 있었다고 추정할 수 있다. 만일 등과 엉덩이에 시반이 고르게 분포할 경우에는 사후에 시체가 누워 있었다고 추정한다.
일부 특징적인 시반은 사망자의 특정 상황을 알려준다. 손목에 띠 모양의 시반이 남아 있는 경우에는 죽은 이후에도 손목이 묶여 있었다고 보는 경우가 많다. 일반적으로 사망 당시 시체의 가장 낮은 부위에 나타난다.
혈액침하는 사후에 혈액순환이 정지되어 일정한 자세를 계속 취하면 적혈구가 중력에 의하여 시체의 하부에 모이는 현상 시체의 외형과 내장 모두에서 발생한다. 생활 반응에 서 보이는 피하출혈과 구별하여야 한다.

## 시반의 색과 원인 독물 추정
특히 피부에 보이는 혈액 침하를 시반(postmortem lividity 혹은 liver mortis)이라고 하며 추운 곳에서 사망하거나, 내질식을 일으키는 독물, 즉 일산화탄소 중독, 청산칼륨 중독으로 사망하면 사후 피부 시반이 선홍색으로 보인다. 또 아실산소다와 같은 메트헤모글로빈을 형성하는 독물에 중독되면 갈색의 피부 시반을, 유황 가스에 중독되어 황화 메트헤모글로빈을 형성하게 되면 녹색 시반을 보이기도 한다.

## 시반과 사망 시각 추정
시반 형성 시간은 빠르면 30분 정도에 형성되고, 일반적으로는 2-3시간에 적색, 자색의 점상 모양이었다가 서로 융합된다. 4-5시간이 경과하면 암적색이 되고 12-14시간이 경과하면 전신에 나타난다. 사망 후 10시간이 지나면 혈관벽이 혈액으로 염색되어 침윤성 시반을 형성하고, 침윤성 시반은 일단 형성되면 사체의 체위 변경에도 없어지지 않는다. 또 침윤성 시반이 형성되기 전에 특히 4-5시간 이내 체위를 변형 시키면 시반이 완전히 사라지고 새로운 시반이 형성될 수 있다. 생활 반응에 서 보이는 피하출혈과 구별하여야 한다.

## 같이 보기
- 패트리샤 콘월의 법의학 추리 소설 <시체농장>은 독특한 시반을 통해서 사체가 놓인 위치를 파악하고, 이를 통해 범인의 정체를 밝히는 내용으로 구성되어 있다.